# 2 Lyncis
2 Lyncis (2 Lyn / HD 43378 / HR 2238) es una estrella en la constelación de Lince de magnitud aparente +4,45. Se encuentra a 149 años luz del sistema solar.
2 Lyncis es una estrella blanca de la secuencia principal de tipo espectral A2V cuya temperatura efectiva es de 9210 K. Tiene un radio 2,2 veces más grande que el radio solar y gira sobre sí misma con una velocidad de rotación de al menos 46 km/s. 33 veces más luminosa que el Sol, su masa es de 2,3 masas solares, estimándose su edad en 320 millones de años. Por otra parte, es una estrella brillante en rayos X con una luminosidad en dicha región del espectro de 35×020 W.
En cuanto a su composición elemental, 2 Lyncis tiene una metalicidad por debajo de la solar, con una abundancia relativa de hierro de [Fe/H] = -0,15. Oxígeno, calcio y bario también presentan niveles algo inferiores a los solares pero es el silicio el elemento con un nivel comparativamente más bajo ([Si/H] = -0,48).
Asimismo, 2 Lyncis es una estrella binaria con un período orbital de 2,245 años. Nada se sabe de la acompañante, salvo que su masa es superior a 0,27 masas solares. El sistema constituye una binaria eclipsante, produciéndose una caída de brillo de 0,30 magnitudes durante el eclipse. También parece ser una variable Delta Scuti, por lo que recibe la denominación, en cuanto a estrella variable, de UZ Lyncis.